# Pipizella caucasica
Pipizella caucasica är en tvåvingeart som beskrevs av Skufjin 1976. Pipizella caucasica ingår i släktet rotlusblomflugor, och familjen blomflugor. Inga underarter finns listade i Catalogue of Life.